# アイスまんじゅう

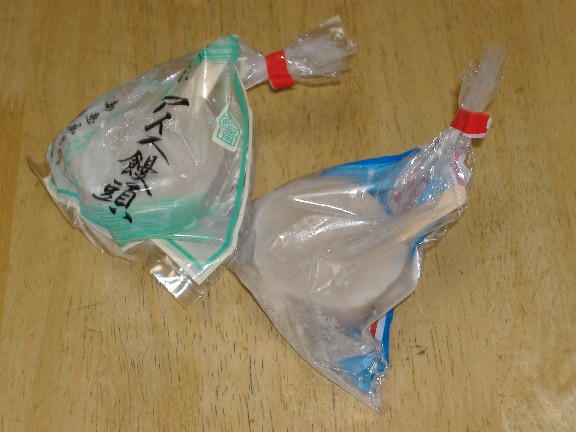
寿恵広のアイス饅頭
左:アイス饅頭・丹波大納言
右:アイス饅頭

アイスまんじゅうは和菓子の饅頭を模したアイスキャンディーの商品名のことである。メーカーにより表記が異なる。
多くの商品は棒付きのアイスミルクに小豆餡が入ったものであるが、他にカップアイス形や箱入りで饅頭そっくりに作られたものもある。
製造販売店、コンビニエンスストア、スーパー、駄菓子屋、通信販売などで売られている。

## 製造メーカー

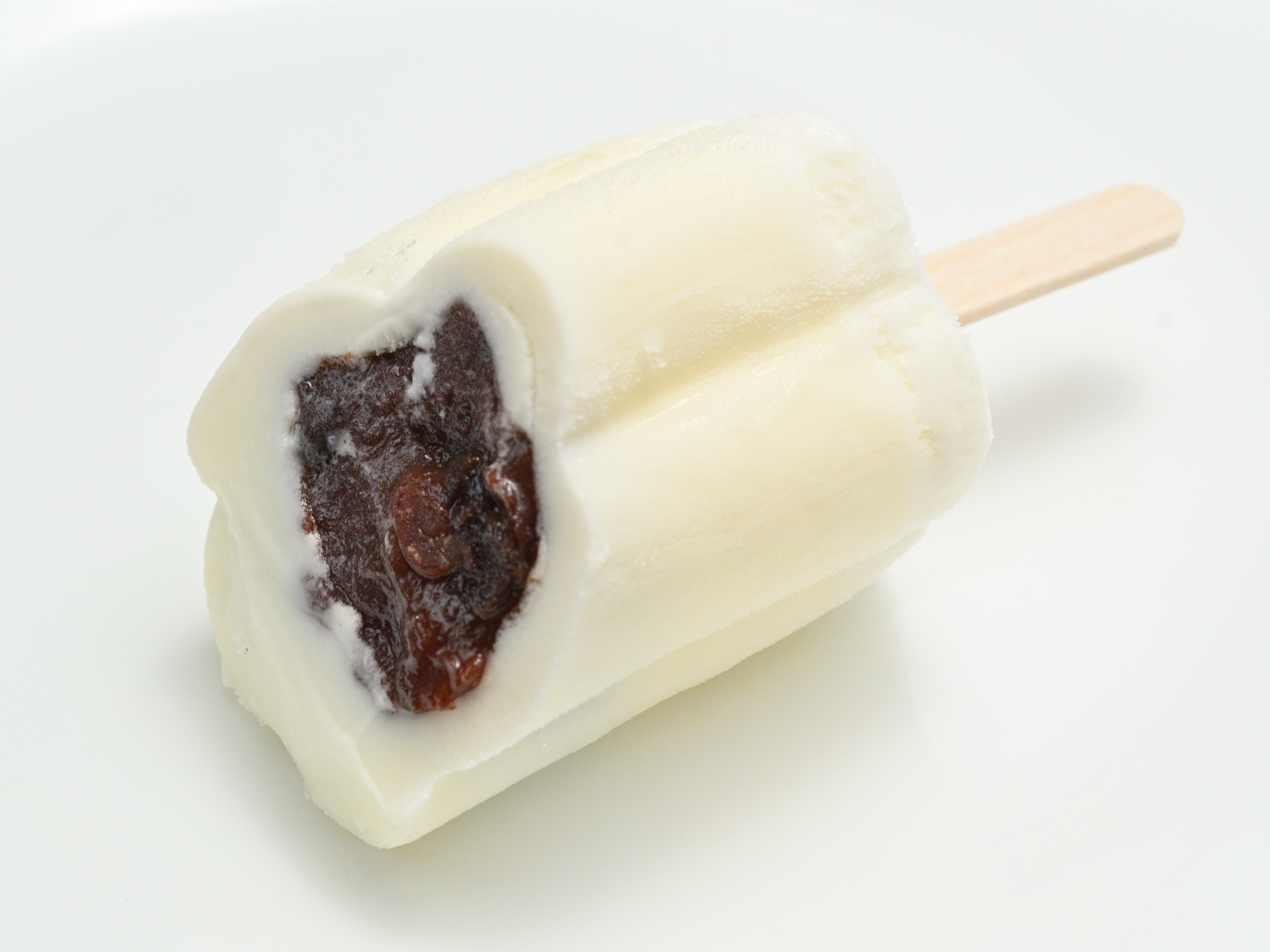
丸永製菓のあいすまんじゅう

- 中野製餅店（三重県鈴鹿市）「アイスまんじゅう」明治元年創業。昭和初期発売開始。第25回全国菓子大博覧会会長賞を受賞。
- 寿恵広（三重県桑名市）「アイス饅頭」1950年頃発売、第23回全国菓子大博覧会金賞受賞。
- 松永牛乳（福島県南相馬市）「アイスまんじゅう」1950年代頃発売。
- 丸永製菓（福岡県久留米市）「あいすまんじゅう」1962年発売。1996年より12年連続でモンドセレクションで金賞を受賞。
- シロフジ製パン所（群馬県桐生市）「アイスまんじゅう」大正12年創業。第23回全国菓子大博覧会金賞受賞。
- マルマン（三重県桑名市）「アイスまんじゅう」
- 新栄堂（三重県桑名市）「アイスまんじゅう」個人経営の夏季限定店舗。
- 八百正商店（三重県三重郡川越町）「アイスまんじゅう」個人経営の店舗で夏季限定販売。
- 林一二（大阪府大阪市東成区）「あいすまんじゅう」「センタン」ブランド。
- 久保田食品（高知県南国市）「アイスまんじゅう」「花まんじゅう」

## アイスまんじゅう早食い世界大会
福島県南相馬市では、毎年、地元NPOの主催によりアイスまんじゅう早食い世界大会が開催されている。2008年に第1回が開催されて以降、2017年開催の大会で第10回を数えた。
2019年の第12回アイスまんじゅう早食い世界大会は、南相馬市北泉海水浴場の海開きに合わせて行うこととなり、開催場所を北泉海水浴場、開催日を7月20日に変更して行われた。

## 類似商品
- ミルク金時バー（井村屋）
- やわらか仕立てのミルクあずき（井村屋）
- 北海道ミルクあずきバー（井村屋・セブンプレミアム）
- 十勝あずきのミルク包み（井村屋・ローソンUchi Cafe' SWEETS）
- 十勝あずきのミルク饅頭（シャトレーゼ）
- 白玉クリーミーぜんざい（コールド・ストーン・クリーマリー・ジャパンと丸永製菓の共同開発。セブンイレブン限定販売）